# Felice Berardo
Felice Mario Lodovico Berardo (ur. 6 lipca 1888 w Turynie, zm. 12 grudnia 1956 tamże) – włoski piłkarz, występujący na pozycji napastnika.
Dwukrotnie zdobył Mistrzostwo Włoch z zespołem Unione Sportiva Pro Vercelli (1911, 1912) i raz z drużyną Genoa CFC. W latach 1911–1920 rozegrał 14 meczów i strzelił 2 gole w reprezentacji Włoch. Wystąpił na Igrzyskach Olimpijskich w Sztokholmie w 1912.